# 8-й військовий округ (Третій Рейх)

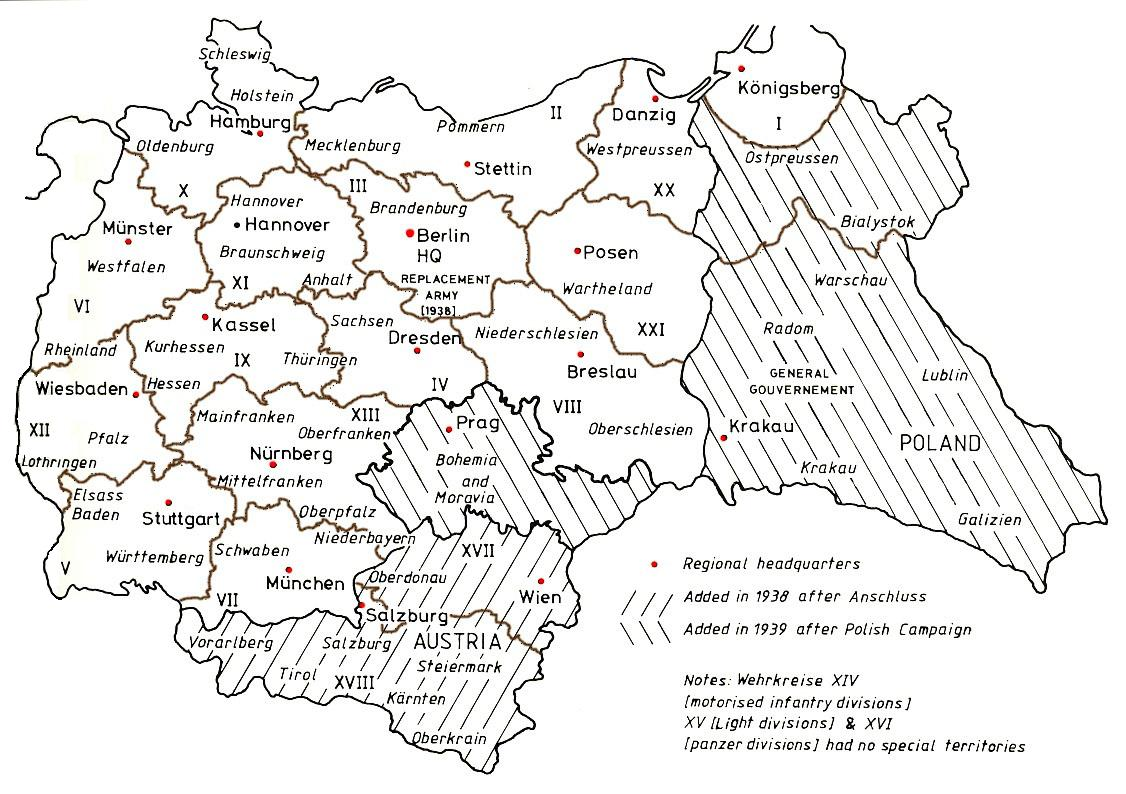
Карта військово-адміністративного розподілу Третього Рейху на 1944 рік

8-й військовий округ (нім. Wehrkreis VIII) — одиниця військово-адміністративного поділу Збройних сил Німеччини за часів Третього Рейху.

### Командування
Командувачі

#### Вермахт
- генерал кавалерії Евальд фон Кляйст (нім. Ewald von Kleist) (1 жовтня 1935 — 4 лютого 1938);
- генерал від інфантерії Ернст Буш (нім. Ernst Busch) (4 лютого 1938 — 26 серпня 1939);
- генерал від інфантерії Ганс Гальм (нім. Hans Halm) (26 серпня 1939 — 30 квітня 1942);
- генерал кавалерії Рудольф Кох-Ерпах (нім. Rudolf Koch-Erpach) (1 травня 1942 — лютий 1945).